# Erik Mongrain

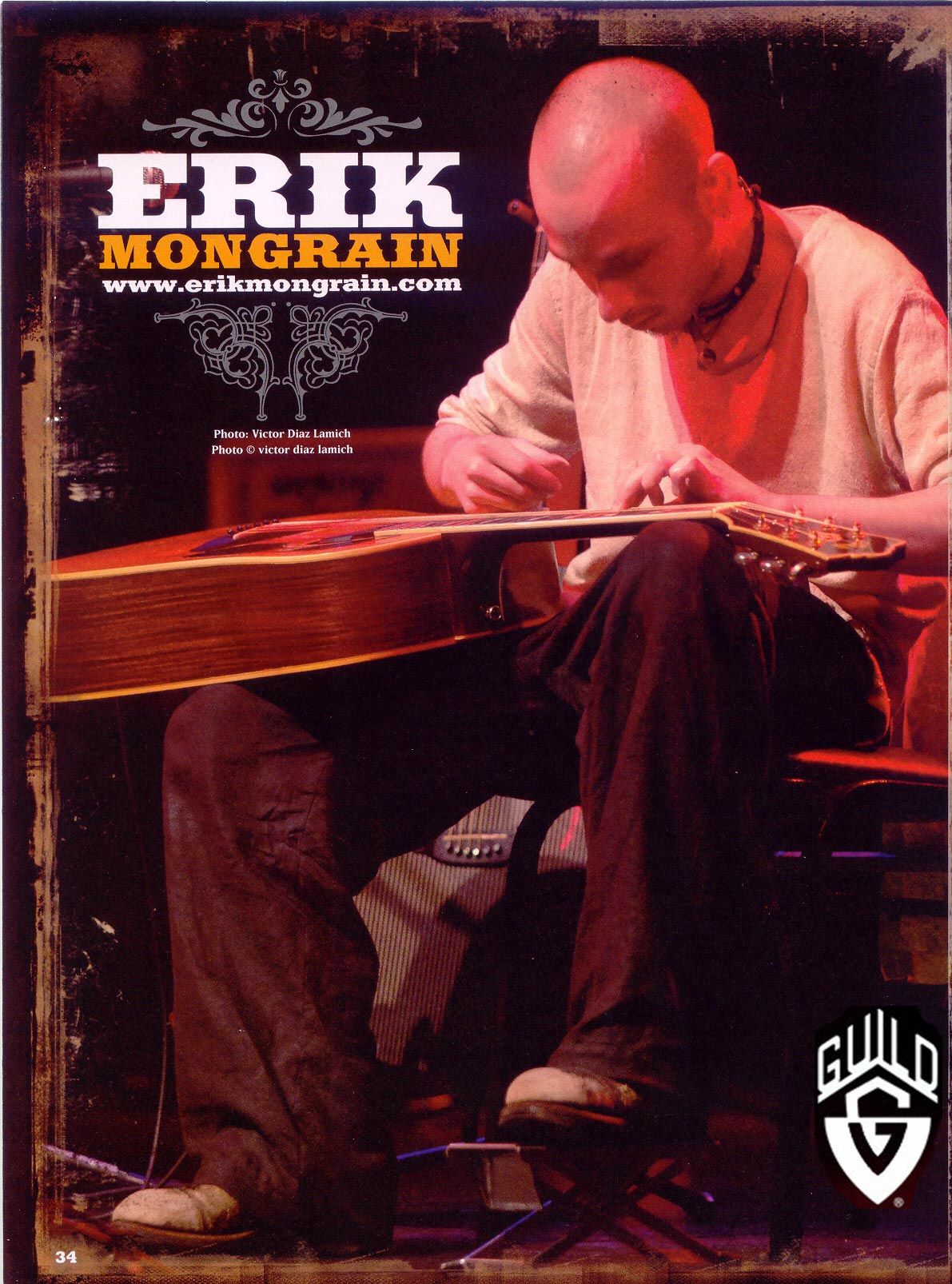
Erik Mongrain - Guild catalog

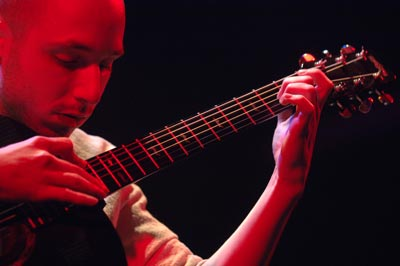
Koncert v Montrealu v roce 2006, foto: Victor Diaz Lamich

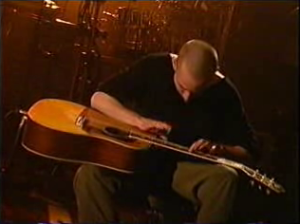
Koncert v Montrealu v roce 2005

Erik Mongrain (* 12. dubna 1980 v Montrealu, Québec, Kanada) je kanadský skladatel a kytarista známý svým jedinečným stylem hry na akustickou kytaru a svým používáním techniky „lap-tapping“ na westernové kytaře.

## Životopis
Erik Mongrain se naučil na kytaru jako samouk ve věku 14 let. Jako chlapec se zajímal především o sporty, ale zaujala ho kytara a začal se učit sám hrát podle sluchu. Erik začal hrát na elektrickou kytaru, ale poté, co vyslechl díla Johanna Sebastiana Bacha se začal se zajímat i o kytaru klasickou. Naučil se číst noty a začal komponovat.
Erik Mongrain se brzy inspiroval dílem skupiny Metallica, Jimiho Hendrixe a Kurta Cobaina. Když mu bylo 18 let, slyšel dílo kytaristy Dona Rosse a řekl: „Byl to pro mne objev, našel jsem se v tom.“ Později byl Erik ovlivněn Michaela Hedgeseem. Erik také začal experimentovat s technikou známou jako lap tapping, při které hráč položí kytaru na svůj klín a poklepává na struny na hmatníku oběma rukama.

## Současné dílo
Erik Mongrain hraje na živých koncertech ve Spojených státech, Kanadě a v Británii. Začínal s pouliční produkcí, a pokračuje ve vystoupeních na ulicích a v metru a současně hraje na koncertech i v televizi. Erikova hudba bude součástí dokumentu z produkce Lance Trumbulla pro Everest Peace Project. V nedávné době se objevil na úvodní stránce Guild Magazine. Vyšel o něm článek na Le Journal de Montréal a na Journal Espagnol Granada, kde psali:
„návštěvník (Granady) … objevuje dobré hudebníky, někdy skvělé, kteří dotvářejí skvělou atmosféru města … jedenadvacetiletý Erik Mongrain, je jedním z nich… Tento mladý interpret nehraje obvyklým způsobem, místo toho si klade svou kytaru na kolena jako klávesnici… před objevem tohoto způsobu hry, známé jako ‚tapping‘, studoval klasickou kytaru jako samouk“
Erik vydal své první album Fates v prosinci roku 2006 na své internetové stránce jako soubor písní, které je možno zakoupit a stahovat jednotlivě. CD disk ve fyzické podobě byl vydán v červnu 2007 (v Japonsku v květnu).
Mongrain byl pozván na premiéru kampaně «World Music Heritage», kytarovým duem Gontiti organizovanou státní japonskou rozhlasovou a televizní korporací NHK, vysílání začalo v květnu 2007. Záznam byl natočen v ulicích Montrealu a v bazilice svatého Josefa, která je známá svou dobrou akustikou.
V létě 2008 byl Mongrain na turné v Evropě a to ve Francii, Belgii, Německu a ve Velké Británii. Vystupoval také ve své vlasti v provincii Québec. Mezitím společnost iVideoTune natočila čtyři klipy, mimo jiné i Equilibrium, jeho poslední skladbu.

## Diskografie
- Les pourris de talent (2005)
- Un paradis quelque part (2005)
- Fates (2007)
- Equilibrium (2008)

## Média
- Erik Mongrain - AirTap!
- Erik Mongrain - Fusions
- Erik Mongrain - Timeless
- Erik Mongrain - I Am Not
- Erik Mongrain - PercussienFa
- Erik Mongrain - The Silent Fool
- Erik Mongrain - A Ripple Effect